# Lepturus copeanus
Lepturus copeanus är en gräsart som beskrevs av Bryan Kenneth Simon. Lepturus copeanus ingår i släktet Lepturus och familjen gräs. Inga underarter finns listade i Catalogue of Life.